# حلزون أرضي

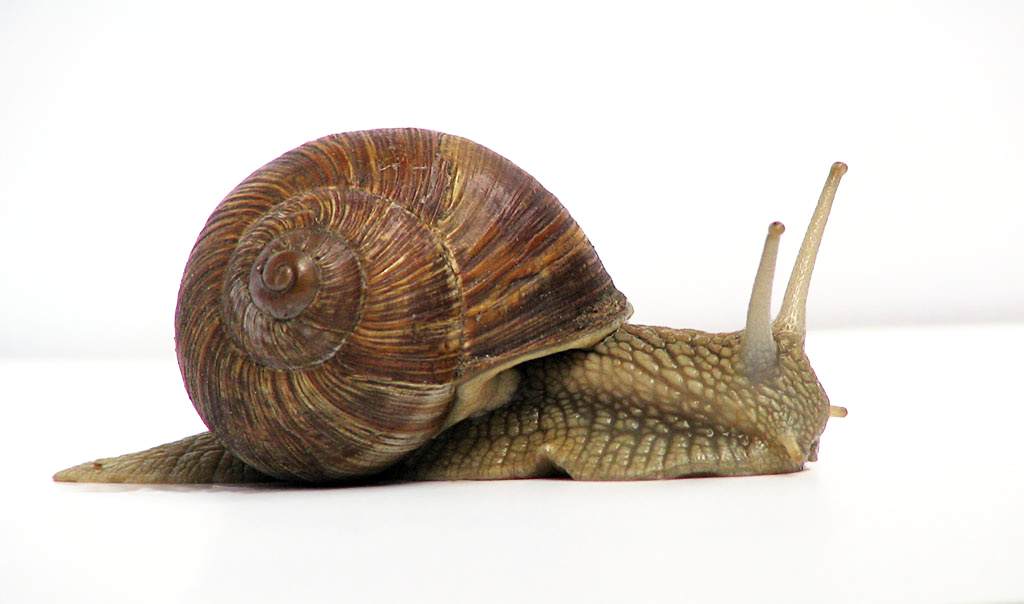

حلزون أرضي أو حلزون بَرّي هو أحد أنواع الحلزونات العديدة التي تعيش على الأرض، على عكس الحلزونات البحرية وحلزونات المياه العذبة. حلزون الأرض هو الاسم الشائع لرخويات الأرضية التي تحتوي على قواقع (تلك التي لا تحتوي على قوقعة تعرف باسم البزاق). ومع ذلك، ليس من السهل دائماً تحديد الأنواع الأرضية، لأن بعضها يكون برمائيًا أكثر أو أقل بين الأرض والمياه العذبة، والبعض الآخر برمائي نسبياً بين الأرض والمياه المالحة.